# Uno Eng
Uno Eng, född 27 juli 1896 i Haga församling, Göteborg, död 8 januari 1972 i Engelbrekts församling, Stockholm, var en svensk författare och jurist. 

## Biografi
Efter studentexamen 1916 blev Eng jur. kand. vid Uppsala universitet 1920, och arbetade sedan som advokat i Göteborg, Västerås och Stockholm fram till 1930-talet. I Stockholm kom han att räknas till de så kallade Klarabohemerna. 
År 1924–25 försvarade Eng skomakaremästare J.G. Halldin i det så kallade Halldinska inspärrningsmålet. Halldin hade suttit inspärrad på mentalsjukhus i fem år. Eng vann målet mot åtta läkare, och interneringen av Halldin bedömdes som felaktig. Dock dömdes ingen av läkarna, utan istället ledde fallet till en lagförändring och inrättande av den så kallade sinnessjuknämnden dit patienter kunde överklaga.
Eng debuterade som författare med historiettsamlingen Skioptikon 1921, och gav sedan ut Poetens rosor två år senare. Efter detta kom inget ut förrän I vågskålen (1944). Under perioden däremellan arbetade han framförallt som advokat, men även som vikarierande häradshövding i Fjäre och Viske härader i Halland.

### Privatliv
Eng var son till registratorn Nils Eng och Olga, född Hising.
Han fick fyra barn med tre kvinnor. I sitt första äktenskap med Ester ”Na” Reimertz fick han dottern Erna Eng (1926–2023), som gifte sig med Gösta Knutsson, samt sonen Hans Uno Eng (1927–1990). I det andra äktenskapet var han 1937–41 gift med författaren Gallie Åkerhielm, född Hoffmann, och fick med henne dottern Gallie Eng (f. 1936). Under åren 1944–1946 levde Uno Eng tillsammans med illustratören Ingrid Vang Nyman, vilket var perioden då hon slog igenom med sina illustrationer till Astrid Lindgrens Pippi Långstrump. I sitt tredje äktenskap var Eng 1948–53 gift med författaren Ann Mari Falk, född Söderbergh, och fick med henne sonen Nils Uno Eng (f. 1948). I sitt fjärde och sista äktenskap var Eng från 1954 till sin död gift med konstnären Brita Nordenfelt.
En nära vän till Eng var Nils Ferlin, som blev gudfar till Engs dotter Gallie. Eng skrev om deras relation i boken Att umgås med Nils Ferlin (1962).
Eng är gravsatt på Norra begravningsplatsen i Stockholm.

## Priser och utmärkelser
- 1950 – Boklotteriets stipendiat
- 1954 – Boklotteriets stipendiat